# Park Zdrojowy w Świeradowie-Zdroju
Park Zdrojowy w Świeradowie-Zdroju – park zdrojowy w Świeradowie-Zdroju, znajdujący się w centrum miasta i składający się z kilku mniejszych fragmentów.

## Obiekty na terenie parku
- Dom zdrojowy, wybudowany w 1899 r.projektu wrocławskiego architekta Karla Grossera[2]
- Hala spacerowa, zbudowana z modrzewia,najdłuższy tego typu obiekt na Dolnym Śląsku[2]
- Sztuczna grota
- Tarasy w okolicach Domu Zdrojowego
- Willa "Marzenie" powstała w 1901 r. w stylu szwajcarskim[2]
- Łazienki Leopolda, wybudowane w latach 1838-1839, obecnie centrum reumatologii
- Pomnik żaby. Według tradycji właśnie żabie miasto zawdzięcza odkrycie właściwości leczniczych źródeł. Przebywający w mieście fizyk zwrócił uwagę na zwłoki żaby, które długo nie ulegały rozkładowi. Odkrycie potwierdziło, że źródła mają charakter radoczynny[2].
- Szachownica

## Szlaki turystyczne
Przez park przebiegają następujące szlaki turystyczne:
- Chatka Górzystów, Jezioro Pilchowickie
- Gryfów Śląski, Stóg Izerski
- Główny Szlak Sudecki: Stóg Izerski, Szklarska Poręba, Hala Szrenicka